# Ptinosoma
Ptinosoma – rodzaj chrząszczy z rodziny kózkowatych i podrodziny zgrzypikowych.

## Zasięg występowania
Przedstawiciele tego rodzaju występują na Nowej Zelandii.

## Systematyka
Do Ptinosoma należy 7 gatunków:
- Ptinosoma ampliata
- Ptinosoma convexum
- Ptinosoma fulvipes
- Ptinosoma lineifera
- Ptinosoma ptinoides
- Ptinosoma spinicollis
- Ptinosoma waitei